# Classe Ogonek
 (décembre 2018).
Si vous disposez d'ouvrages ou d'articles de référence ou si vous connaissez des sites web de qualité traitant du thème abordé ici, merci de compléter l'article en donnant les références utiles à sa vérifiabilité et en les liant à la section « Notes et références ».
La Classe Ogonek est une classe de patrouilleur de marine côtière de Russie. Elle est également connue sous le nom de Projet 12130 Ogoniok. Elle comprend 4 navires entrés en service entre 1998 et 2010.

## Caractéristiques
L'armement de ces patrouilleurs est constitué d'un à deux canons rotatif AK-630 de 30 mm, deux mitrailleuses de calibres 12,7 mm et 7,62 mm, ainsi que de missiles sol-air portatifs 9K38 Igla. Cela leur permet d'engager des cibles en surface, aériennes ou au sol.
Ces bâtiments sont équipés de 2 moteurs diesel M401B (1100 cv), 2 hélices fixes et 2 générateurs diesel de 30 kW. Ils peuvent atteindre une vitesse de 25 noeuds (46 km/h).